# Caulastraea furcata
Caulastraea furcata är en korallart som beskrevs av James Dwight Dana 1846. Caulastraea furcata ingår i släktet Caulastraea och familjen Faviidae. Inga underarter finns listade i Catalogue of Life.

## Bildgalleri

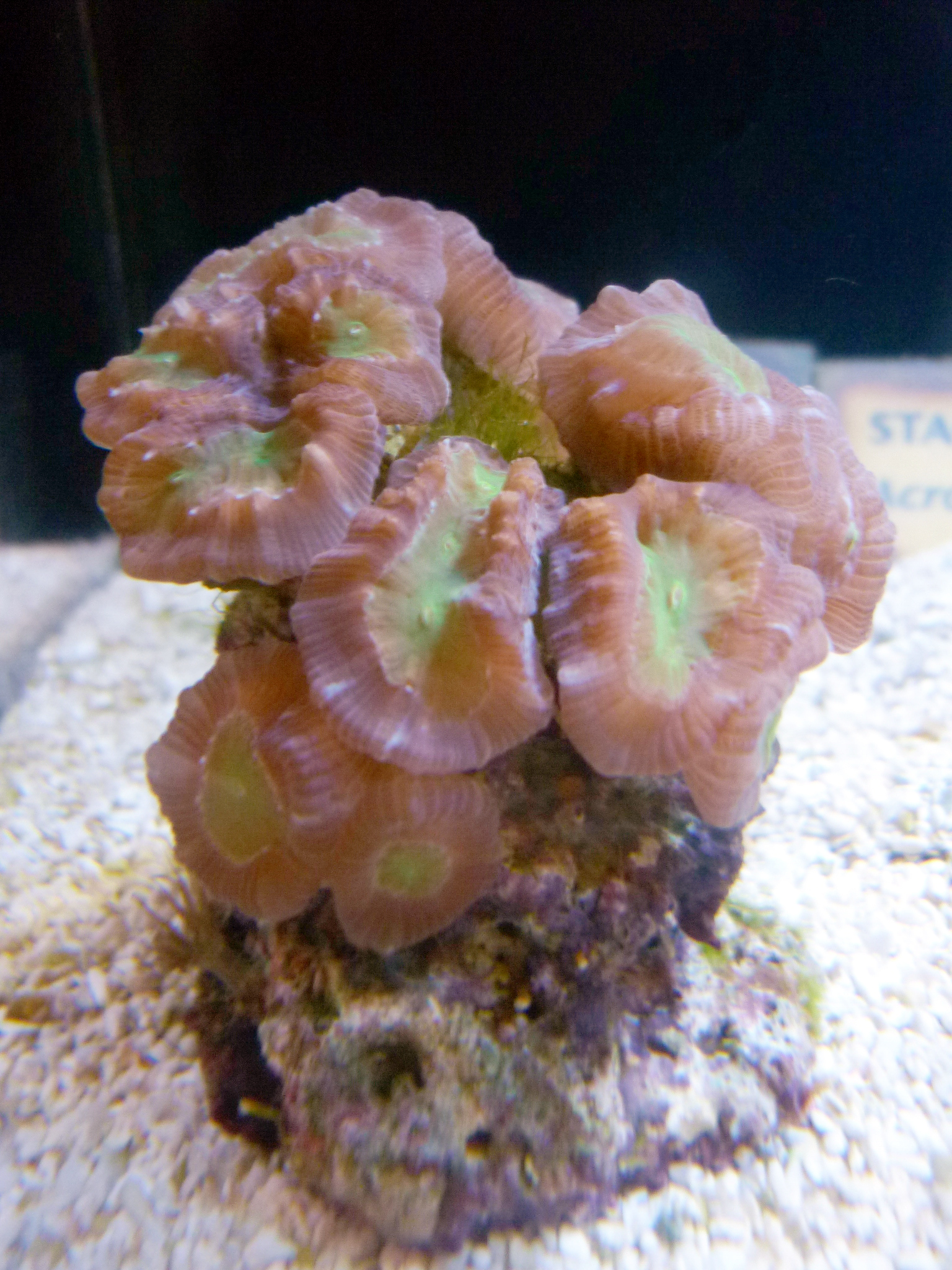
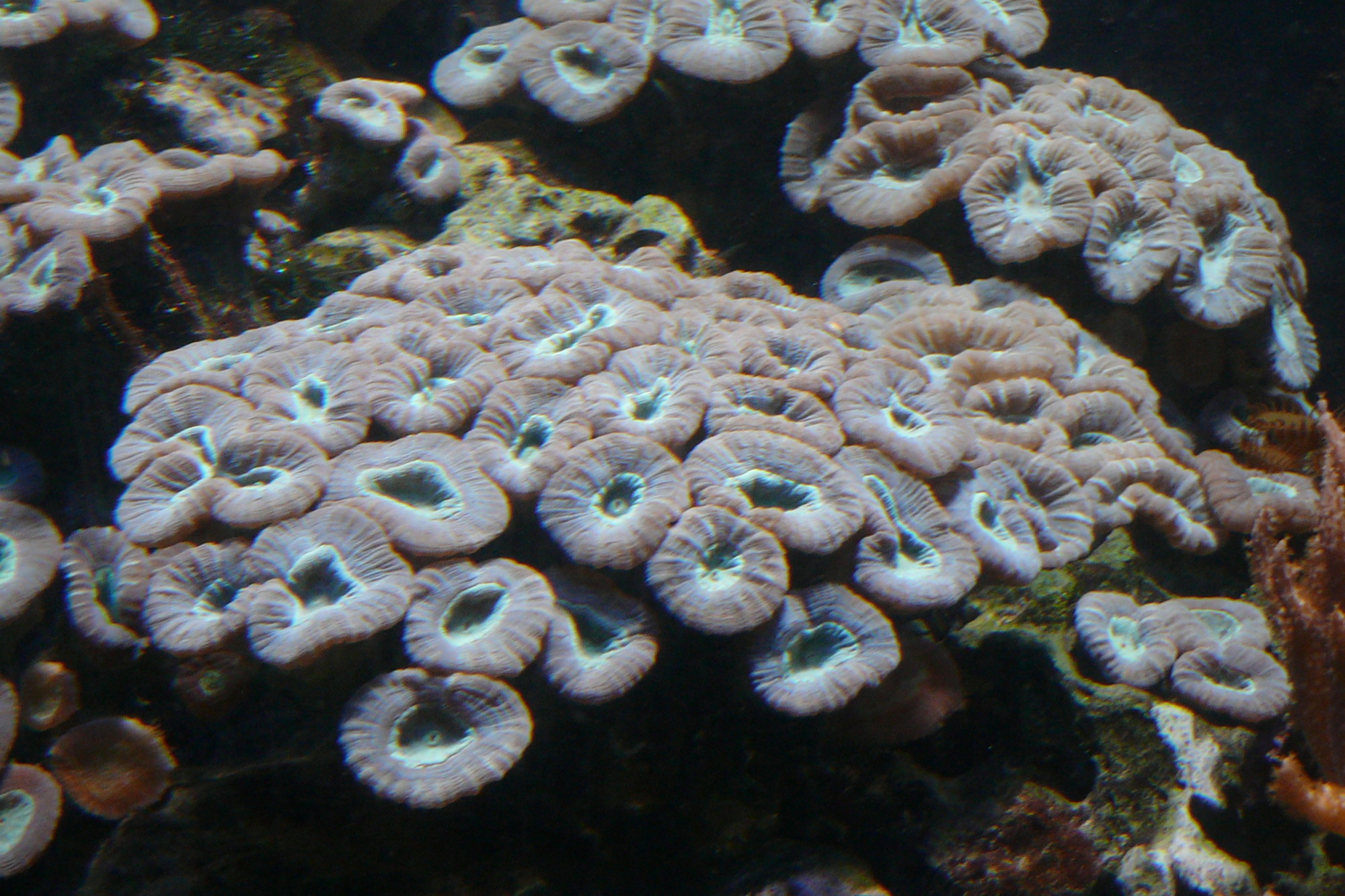
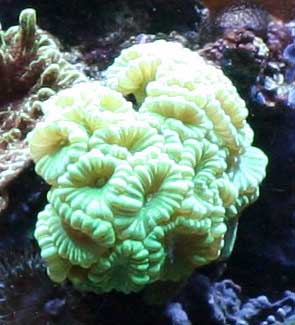